# Риз, Ретт
Ретт Риз (англ. Rhett Reese) — американский продюсер кино и телевидения и сценарист. Как сценарист, его работы включают «Большое кино Клиффорда», «Жестокие игры 3» и «Динозавр». Он сотрудничал с Полом Верником, написав сценарии к фильмам «Добро пожаловать в Zомбилэнд», «G.I. Joe: Бросок кобры 2», «Корпорация монстров», «Тарзан 2» и «Дэдпул». Они также являются создателями сериала в стиле реалити «Шоу Джо Шмо».

## Личная жизнь
Риз живёт в Лос-Анджелесе вместе со своей женой, актрисой, сценаристом и продюсером Челси Крисп.

## Фильмография

### Кино
- «Большое кино Клиффорда» (2004) — сценарист
- «Жестокие игры 3» (2004) — сценарист
- «Добро пожаловать в Zомбилэнд» (2009) — сосценарист, исполнительный продюсер
- «G.I. Joe: Бросок кобры 2» (2013) — соисполнительный продюсер
- «Дэдпул» (2016) — сосценарист, исполнительный продюсер
- «Живое» (2017) — сосценарист
- «Дэдпул 2» (2018) — сосценарист
- «Призрачная шестёрка» (2019) — сосценарист[5]
- «Zомбилэнд: Контрольный выстрел» (2019) — сосценарист[6]

### Телевидение
- «Шоу Джо Шмо» (2003—2013) — сценарист, создатель
- «Zомбилэнд» (2013) — сценарист, исполнительный продюсер
- «Уэйн» (2019) — исполнительный продюсер

### Короткометражки
- «Дэдпул: Никаких добрых дел» (2017) (сценарист)